# Chřestýš západní
Chřestýš západní (Crotalus atrox) je jedovatý zmijovitý had z podčeledi chřestýšovitých. Vyskytuje se ve Spojených státech amerických a na území Mexika.

## Popis
Dospělci mohou dorůst délky 120–150 centimetrů a vážit mohou do 2,5 kilogramu, největší známý jedinec však měřil dokonce 213 centimetrů a vážil 6,7 kilogramu. Barva kůže je většinou šedohnědá, u některých exemplářů je však i nažloutlá či cihlově červená. Po celém těle se nachází asi pětadvacet jednotlivých skvrn, povětšinou šedohnědé až hnědé barvy. Stejně jako ostatní chřestýši je i tento druh vybaven chřestítkem na konci ocasu, jímž v případě ohrožení varuje své nepřátele. Chřestítko je tvořeno zrohovatělými články, které nabývají po každém svlečení kůže. Nejčastěji se živí menšími savci, včetně hlodavců, a také některými ptáky.

## Jed
Jed chřestýše západního je hemotoxický, takže způsobuje rozklad krevních buněk. Obsahuje však i cytotoxiny a myotoxiny, jež zasahují činnost buněk a svalů a mohou způsobit selhání kardiovaskulárního systému. Jed dále vyvolává krvácení, otoky, bolesti a modřiny v zasažené části končetiny.

## Rozmnožování
Chřestýš západní je živorodý. Mláďata po narození měří asi 30 centimetrů a zůstávají s matkou ještě několik hodin, než ji definitivně opustí.